# Élections locales britanniques de 2011
 (janvier 2017).
Si vous disposez d'ouvrages ou d'articles de référence ou si vous connaissez des sites web de qualité traitant du thème abordé ici, merci de compléter l'article en donnant les références utiles à sa vérifiabilité et en les liant à la section « Notes et références ».
Les élections locales britanniques de 2011 se sont tenues le 5 mai 2011 en Angleterre et en Irlande du Nord pour élire les conseils municipaux.

## Résultats

### Irlande du Nord
| Conseil                    | Majorité sortante | Majorité sortante | Majorité élue | Majorité élue |
| -------------------------- | ----------------- | ----------------- | ------------- | ------------- |
| Antrim                     |                   | Sans majorité     |               | Sans majorité |
| Ards                       |                   | DUP               |               | Sans majorité |
| Armagh                     |                   | Sans majorité     |               | Sans majorité |
| Ballymena                  |                   | DUP               |               | DUP           |
| Ballymoney                 |                   | DUP               |               | DUP           |
| Banbridge                  |                   | Sans majorité     |               | Sans majorité |
| Belfast                    |                   | Sans majorité     |               | Sans majorité |
| Carrickfergus              |                   | Sans majorité     |               | Sans majorité |
| Castlereagh                |                   | DUP               |               | Sans majorité |
| Coleraine                  |                   | Sans majorité     |               | Sans majorité |
| Cookstown                  |                   | Sans majorité     |               | Sans majorité |
| Craigavon                  |                   | Sans majorité     |               | Sans majorité |
| Derry                      |                   | Sans majorité     |               | Sans majorité |
| Down                       |                   | Sans majorité     |               | Sans majorité |
| Dungannon and South Tyrone |                   | Sans majorité     |               | Sans majorité |
| Fermanagh                  |                   | Sans majorité     |               | Sans majorité |
| Larne                      |                   | Sans majorité     |               | Sans majorité |
| Limavady                   |                   | Sans majorité     |               | Sans majorité |
| Lisburn                    |                   | Sans majorité     |               | Sans majorité |
| Magherafelt                |                   | Sinn Féin         |               | Sinn Féin     |
| Moyle                      |                   | Sans majorité     |               | Sans majorité |
| Newry and Mourne           |                   | Sans majorité     |               | Sans majorité |
| Newtownabbey               |                   | Sans majorité     |               | Sans majorité |
| North Down                 |                   | Sans majorité     |               | Sans majorité |
| Omagh                      |                   | Sans majorité     |               | Sans majorité |
| Strabane                   |                   | Sinn Féin         |               | Sinn Féin     |